# Chalhac e Bròssa
Chaillac és un municipi francès, situat al departament de l'Indre i a la regió de Centre – Vall del Loira. L'any 2007 tenia 1.158 habitants.

## Demografia

### Població
El 2007 la població de fet de Chaillac era de 1.158 persones. Hi havia 511 famílies, de les quals 196 eren unipersonals (92 homes vivint sols i 104 dones vivint soles), 183 parelles sense fills, 112 parelles amb fills i 20 famílies monoparentals amb fills.
La població ha evolucionat segons el següent gràfic:
Habitants censats

### Habitatges
El 2007 hi havia 818 habitatges, 543 eren l'habitatge principal de la família, 207 eren segones residències i 68 estaven desocupats. 768 eren cases i 21 eren apartaments. Dels 543 habitatges principals, 377 estaven ocupats pels seus propietaris, 138 estaven llogats i ocupats pels llogaters i 29 estaven cedits a títol gratuït; 24 tenien una cambra, 47 en tenien dues, 115 en tenien tres, 160 en tenien quatre i 198 en tenien cinc o més. 380 habitatges disposaven pel capbaix d'una plaça de pàrquing. A 269 habitatges hi havia un automòbil i a 175 n'hi havia dos o més.

### Piràmide de població
La piràmide de població per edats i sexe el 2009 era:
| Homes | Edats   | Dones |
| ----- | ------- | ----- |
| 0     | 95 o +  | 4     |
| 12    | 90 a 94 | 8     |
| 16    | 85 a 89 | 32    |
| 8     | 80 a 84 | 20    |
| 52    | 75 a 79 | 48    |
| 36    | 70 a 74 | 52    |
| 52    | 65 a 69 | 40    |
| 12    | 60 a 64 | 40    |
| 36    | 55 a 59 | 32    |
| 60    | 50 a 54 | 32    |
| 52    | 45 a 49 | 40    |
| 36    | 40 a 44 | 16    |
| 28    | 35 a 39 | 44    |
| 16    | 30 a 34 | 20    |
| 52    | 25 a 29 | 40    |
| 16    | 20 a 24 | 20    |
| 12    | 15 a 19 | 24    |
| 24    | 10 a 14 | 36    |
| 36    | 5 a 9   | 12    |
| 16    | 0 a 4   | 28    |

## Economia
El 2007 la població en edat de treballar era de 658 persones, 436 eren actives i 222 eren inactives. De les 436 persones actives 385 estaven ocupades (209 homes i 176 dones) i 52 estaven aturades (25 homes i 27 dones). De les 222 persones inactives 92 estaven jubilades, 41 estaven estudiant i 89 estaven classificades com a «altres inactius».

### Ingressos
El 2009 a Chaillac hi havia 515 unitats fiscals que integraven 1.067 persones, la mediana anual d'ingressos fiscals per persona era de 13.409 €.

### Activitats econòmiques
Dels 67 establiments que hi havia el 2007, 2 eren d'empreses extractives, 1 d'una empresa alimentària, 2 d'empreses de fabricació d'altres productes industrials, 12 d'empreses de construcció, 15 d'empreses de comerç i reparació d'automòbils, 4 d'empreses de transport, 6 d'empreses d'hostatgeria i restauració, 3 d'empreses financeres, 2 d'empreses immobiliàries, 6 d'empreses de serveis, 8 d'entitats de l'administració pública i 6 d'empreses classificades com a «altres activitats de serveis».
Dels 25 establiments de servei als particulars que hi havia el 2009, 1 era una oficina de correu, 1 una oficina bancària, 1 taller de reparació d'automòbils i de material agrícola, 5 paletes, 3 fusteries, 2 lampisteries, 2 electricistes, 3 perruqueries, 1 veterinari, 3 restaurants, 2 agències immobiliàries i 1 saló de bellesa.
Dels 3 establiments comercials que hi havia el 2009, 1 era una botiga de més de 120 m², 1 una botiga de menys de 120 m² i 1 una fleca.
L'any 2000 a Chaillac hi havia 65 explotacions agrícoles que ocupaven un total de 4.230 hectàrees.

## Equipaments sanitaris i escolars
L'únic equipament sanitari que hi havia el 2009 era una farmàcia.
El 2009 hi havia una escola elemental.

## Poblacions més properes
El següent diagrama mostra les poblacions més properes.